# Пагай-Утара
Па́гай-Ута́ра (индон. Pulau Pagai Utara) — один из островов Ментавай, лежащих к западу от центральной части Суматры в Индийском океане. В административном отношении является частью индонезийской провинции Западная Суматра.
Расположен в 134,7 км к западу от Суматры, к юго-востоку от острова Сипора и к северо-западу от острова Пагай-Селатан. Рельеф острова преимущественно равнинный, максимальная высота составляет 336 м над уровнем моря. Пагай-Утара составляет около 40 км в длину и 27 км в ширину; его площадь — 622,3 км². Часть территории острова покрыта влажными тропическими лесами. Пагай-Утара сильно пострадал от землетрясений и цунами 2004 и 2010 годов.
По данным на 2000 год совместное население Пагай-Утара и Пагай-Селатан составляло 20 974 человека. На острове обитают несколько эндемичных видов животных, в том числе пагайский макак, который находится под угрозой исчезновения.